# 中野実 (政治学者)
中野 実（なかの みのる、1943年11月8日 - 2001年7月4日）は、日本の政治学者。専門は、政治過程論、日本政治論。

## 経歴
2001年、三重県上野市で生まれた。早稲田大学政治経済学部で学び、卒業。早稲田大学大学院政治学研究科に進み、博士課程を終了。
修了後は、東京大学法学部助手に採用された。1987年、学位論文『現代国家と集団の理論：政治的プルラリズムの諸相』を早稲田大学に提出して政治学博士号を取得。その後、茨城大学人文学部教授に就いた。明治学院大学法学部教授に転じ、2001年在職中に死去。

## 著作
著書
- 『現代国家と集団の理論：政治的プルラリズムの諸相』早稲田大学出版部 1984
- 『革命』東京大学出版会 1989
- 『日本の政治力学：誰が政策を決めるのか』日本放送出版協会 1993
- The policy-making process in contemporary Japan, translated by Jeremy Scott, Macmillan Press, 1997
- 『宗教と政治』新評論 1998
- 『日本政治経済の危機と再生：ポスト冷戦時代の政策過程』早稲田大学出版部 2002

編著
- 『日本型政策決定の変容』東洋経済新報社 1986
- 『現代日本の政策過程』東京大学出版会 1992
- 『リージョナリズムの国際政治経済学』学陽書房 2001

訳書
- 『政治文化論』デニス・カヴァナー（英語版）著、早稲田大学出版部 1977
- 『西欧マルクス主義』ペリー・アンダーソン著、新評論 1979
- 『現代政治学の課題と対象』J・C・チャールスワース編著、勁草書房 1980